# العلاقات الساموية الناوروية
العلاقات الساموية الناوروية هي العلاقات الثنائية التي تجمع بين ساموا وناورو.

## مقارنة بين البلدين
هذه مقارنة عامة ومرجعية للدولتين:
| وجه المقارنة                                              | ساموا                        | ناورو                          |
| --------------------------------------------------------- | ---------------------------- | ------------------------------ |
| المساحة (كم2)                                             | 2.84 ألف                     | 21                             |
| عدد السكان (نسمة)                                         | 196.44 ألف                   | 10.08 ألف                      |
| الكثافة السكانية (ن./كم²)                                 | 69.17                        | 48.00 ألف                      |
| العاصمة                                                   | أبيا                         | ضاحية يارين                    |
| اللغة الرسمية                                             | لغة إنجليزية، اللغة الساموية | اللغة الناورونية، لغة إنجليزية |
| العملة                                                    | تالا ساموي                   | دولار أسترالي                  |
| الناتج المحلي الإجمالي (بليون دولار)                      | 856.63 مليون                 | 113.88 مليون                   |
| الناتج المحلي الإجمالي (تعادل القوة الشرائية) بليون دولار | 1.15 مليار                   | 162.98 مليون                   |
| الناتج المحلي الإجمالي الاسمي للفرد دولار أمريكي          | 3.94 ألف                     | 9.83 ألف                       |
| الناتج المحلي الإجمالي للفرد دولار أمريكي                 | 5.79 ألف                     |                                |
| مؤشر التنمية البشرية                                      | 0.702                        |                                |
| رمز المكالمات الدولي                                      | +685                         | +674                           |
| رمز الإنترنت                                              | .ws                          | .nr                            |
| المنطقة الزمنية                                           | ت ع م+13:00                  | ت ع م+12:00                    |

## منظمات دولية مشتركة
يشترك البلدان في عضوية مجموعة من المنظمات الدولية، منها:
| علم المنظمة | اسم المنظمة                                 | تاريخ انضمام ساموا | تاريخ انضمام ناورو |
| ----------- | ------------------------------------------- | ------------------ | ------------------ |
|             | يونسكو                                      | 3 أبريل 1981       | 17 أكتوبر 1996     |
|             | بنك التنمية الآسيوي                         | 1966               | 1991               |
|             | منظمة حظر الأسلحة الكيميائية                | ?                  | ?                  |
|             | الاتحاد البريدي العالمي                     | ?                  | ?                  |
|             | منظمة الشرطة الجنائية الدولية               | ?                  | ?                  |
|             | الأمم المتحدة                               | 15 ديسمبر 1976     | 14 سبتمبر 1999     |
|             | الاتحاد الدولي للاتصالات                    | 7 أكتوبر 1988      | 10 يونيو 1969      |
|             | مجموعة دول أفريقيا والكاريبي والمحيط الهادئ | ?                  | ?                  |
|             | تحالف الدول الجزرية الصغيرة                 | ?                  | ?                  |
|             | دول الكومنولث                               | ?                  | ?                  |